# Клод Жиро
Клод Жиро (фр. Claude Giraud; повне ім'я Клод П'єр Едмун Жиро, фр. Claude Pierre Edmond Giraud; 5 лютого 1936, Шамальєр , Пюї-де-Дом, Франція — 3 листопада 2020) — французький актор. Однією з його найуспішніших ролей є роль Філіппа дю Плессі Бельєра у циклі фільмів про Анжеліку.

## Біографія
Народився в містечку Шамальєс в Пюї-де-Дом, що в центрі Франції. Закінчив Паризьку консерваторію. 
 З 1957 року працював у знаменитому театрі «Комеді Франсез». Дебютом у кіно для актора стала роль Тоні у фільмі «Шахраї» режисера Марселя Карне.
 Перший успіх прийшов до Жиро завдяки ролі капітана Ланглуа у фільмі Франсуа Летер'є «Король без розваг» та Жоржа у стрічці «Карусель». 
 В 1972 році знявся у міні-серіалі «Прокляті королі» режисера Клода Барма за однойменним циклом історичних романів Моріса Дрюона. 
 З 1974 року переважно знімався на телебаченні, а не грав у театрі. З його телеролей відомими є: Грумбах у «Міледі», Ла Валлет у міні-серіалі «Рішельє», Аккман у серіалі «Кордьє — охоронці порядку», Дантель в «Жюлі Леско». 
 В 1994 році виконав роль Ромена Боске у триллері Жана-Клода Бріссо «Чорний янгол».

## Фільмографія
- 2006 — Фрагменти Антоніна
- 2000 — Жюлі Леско
- 1995 — Кордьє — охоронці порядку
- 1994 — Чорний янгол
- 1989 — Слідкуйте за цим літаком
- 1982 — Венеція взимку
- 1977 — Рішельє
- 1976 — Міледі
- 1975 — Війна за нафту не матиме місця
- 1974 — Мадам Броварі
- 1973 — Прокляті королі
- 1973 — Пригоди раввіна Якова
- 1971 — Тартюф
- 1968 — Федра
- 1968 — Маєрлінг
- 1968 — Белль та Себастьян
- 1968 — Адольф або Ніжний вік
- 1965 — Цінна
- 1965 — Анжеліка і король
- 1964 — Карусель
- 1964 — Прекрасна Анжеліка
- 1964 — Анжеліка,  маркіза янголів (фільм, 1964)
- 1958 — Шахраї